# Kościół św. Jana Apostoła i Ewangelisty w Knyszynie
Kościół pw. św. Jana Apostoła i Ewangelisty w Knyszynie – zabytkowy gotycko-renesansowy kościół w Knyszynie, siedziba rzymskokatolickiej parafii św. Jana Apostoła i Ewangelisty w Knyszynie.

## Historia
Został zbudowany w latach 1579–1601 z fundacji starosty knyszyńskiego Jana Zamoyskiego. Konsekrowany 21 marca 1601 jako Kościół Wszystkich Świętych przez biskupa wileńskiego Benedykta Woynę. Z czasem zmieniono wezwanie kościoła. Przez lata zmieniał się także wygląd świątyni na skutek remontów czy też odbudowy po pożarze z 1710 roku. Obecny wygląd uzyskał w latach 1900–1902. Przedłużono wówczas kościół o jedno przęsło, wybudowano wieżę oraz wykonano wewnątrz ozdobny, drewniany strop.

## Galeria

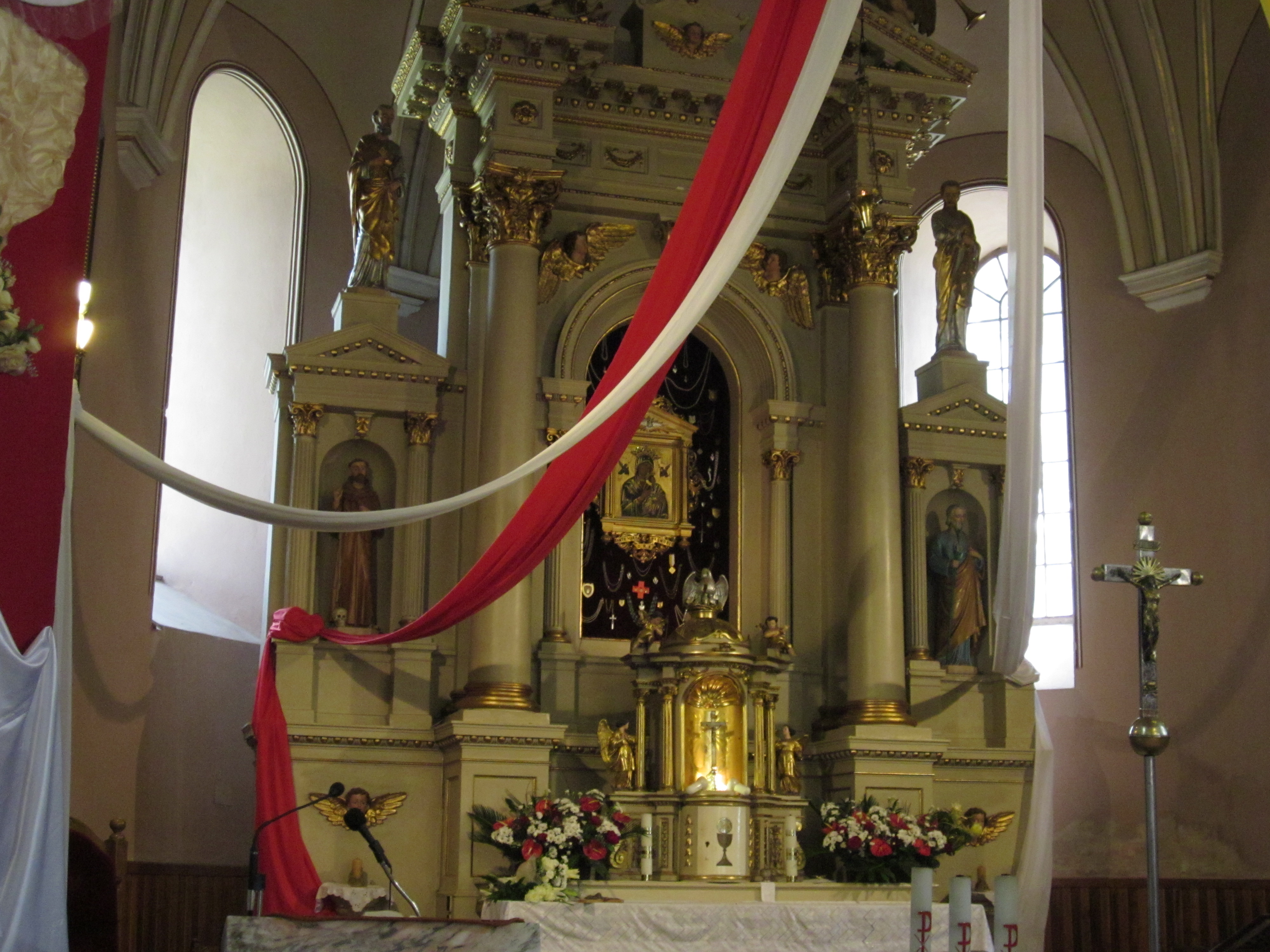
Ołtarz główny
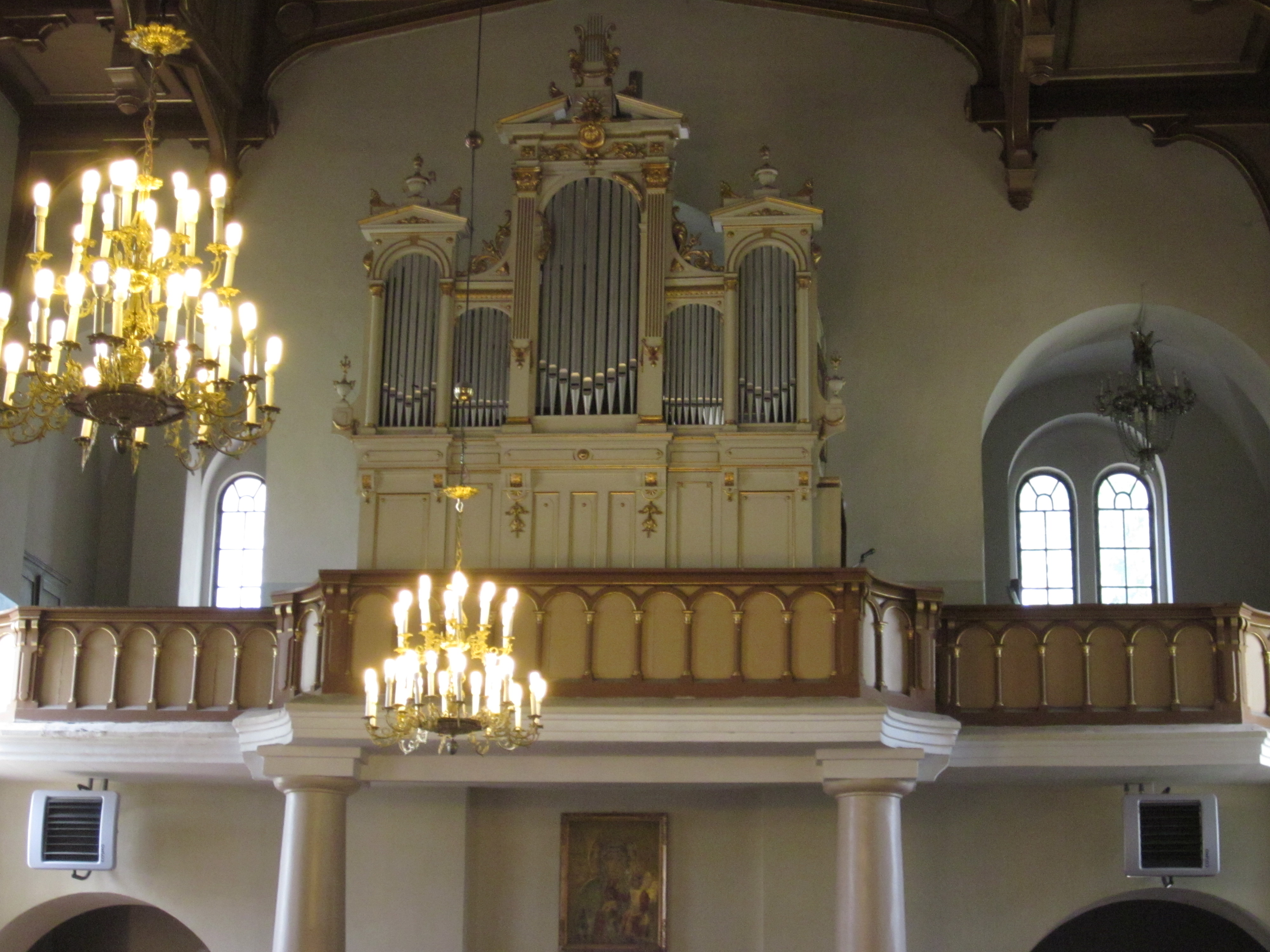
Organy
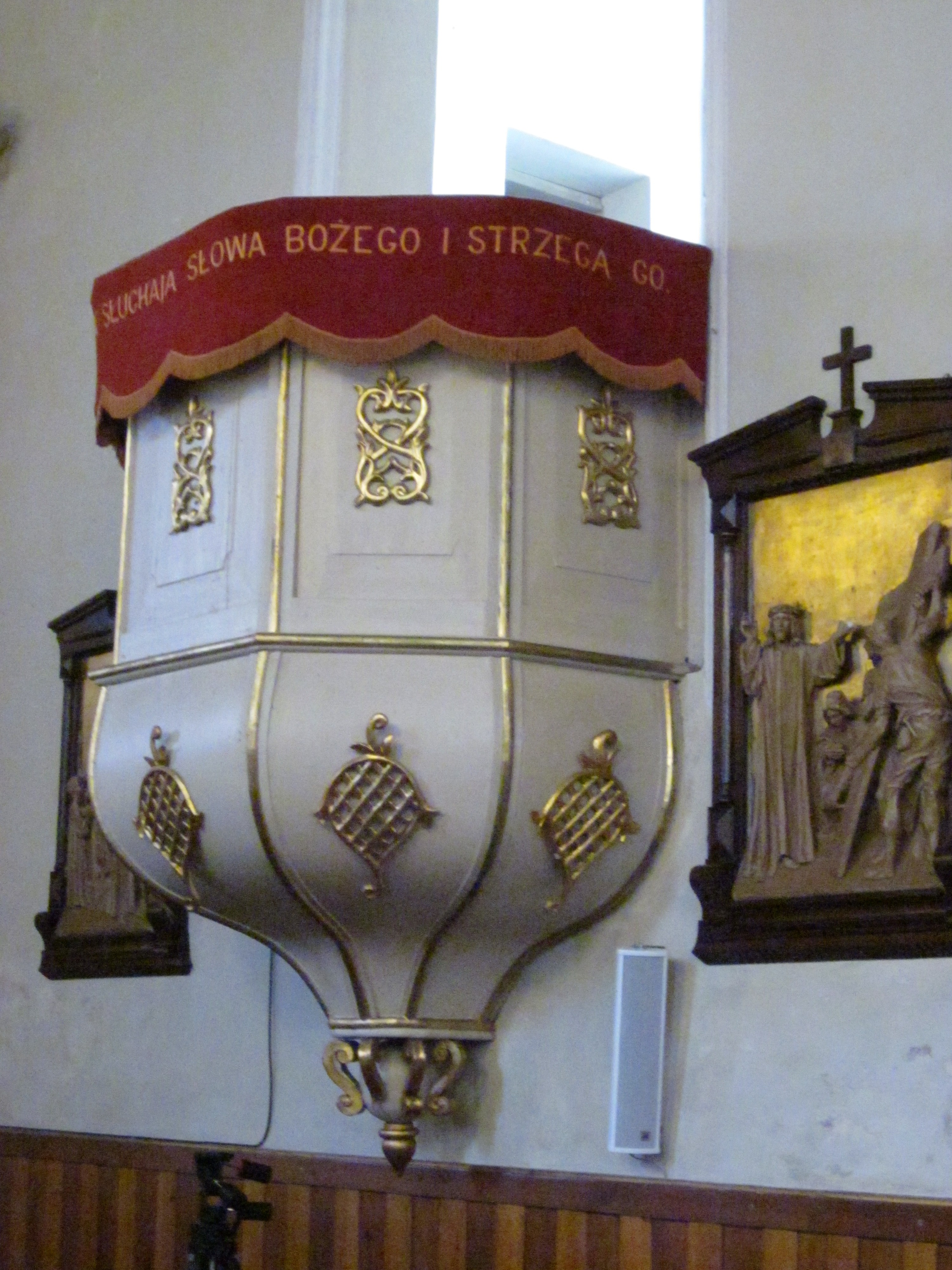
Ambona
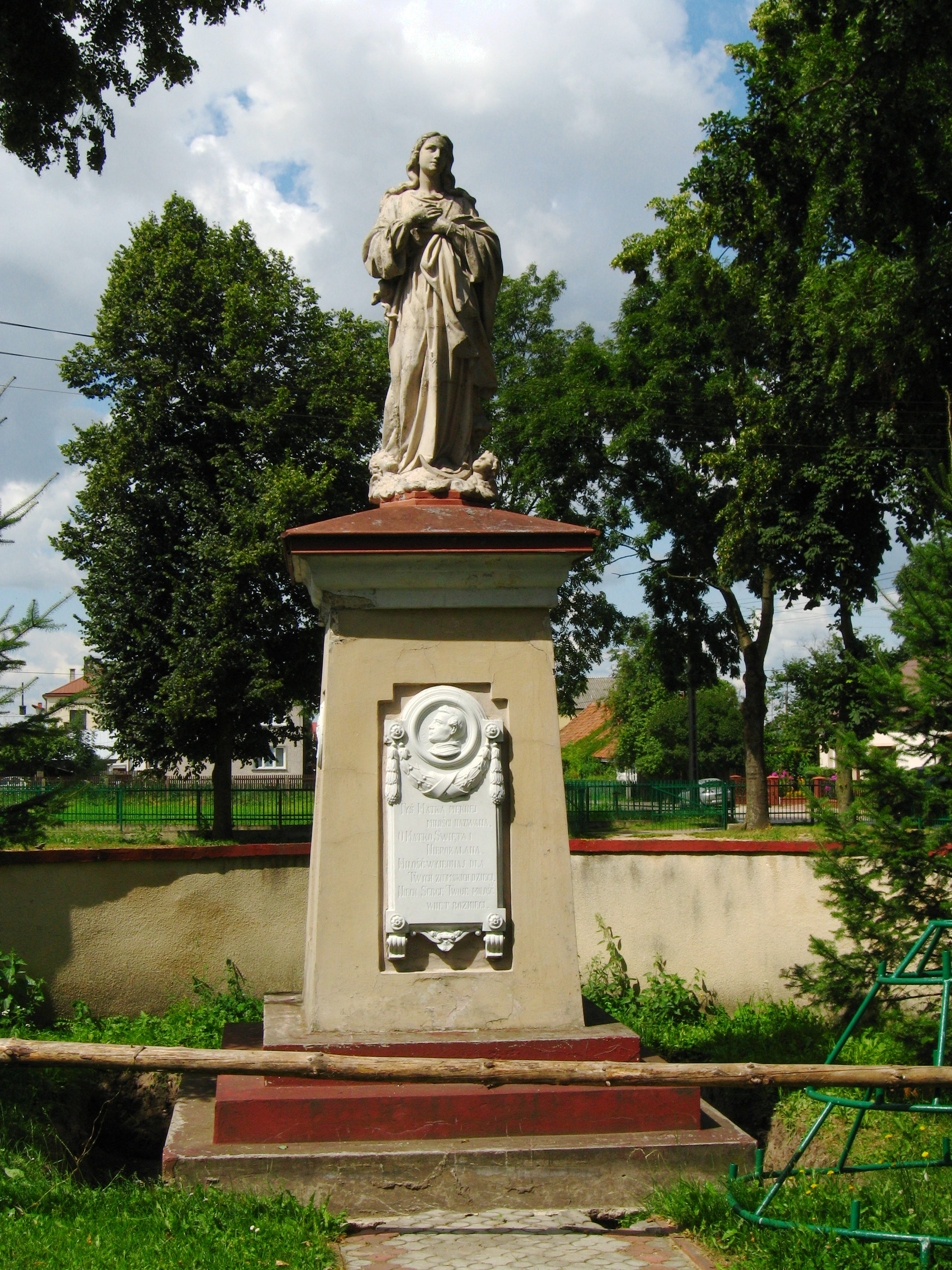
Statua przed kościołem
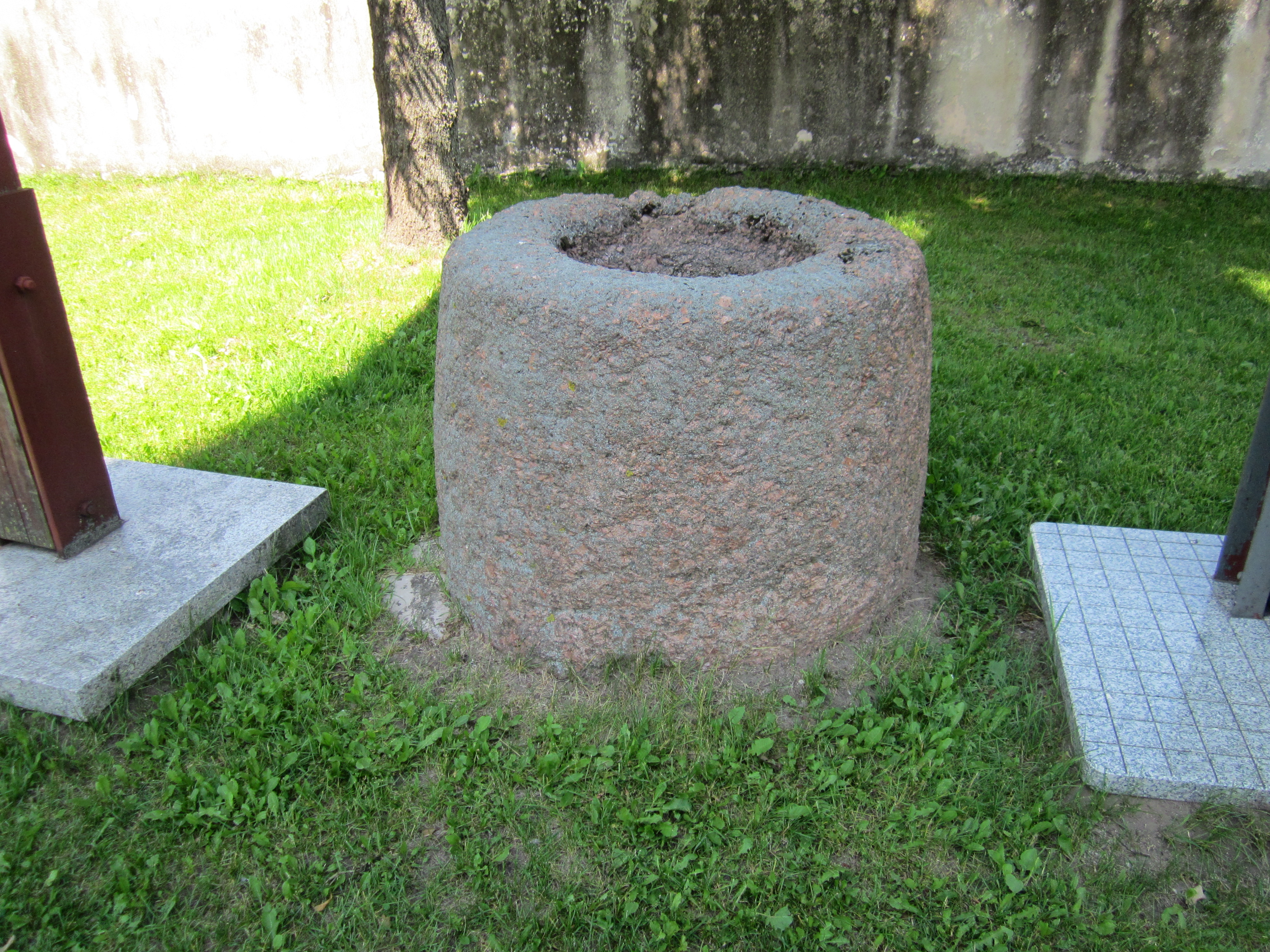
Stara kropielnica wykuta z jednego polnego kamienia